# Glyptolepis
Glyptolepis es un género de peces sarcopterigios extintos del orden Porolepiformes. Este género marino fue descrito científicamente por Agassiz en 1841. Vivieron durante el periodo Devónico, entre las épocas de Eifeliense hasta el Frasniense.

## Especies
Clasificación del género Glyptolepis:
- † Glyptolepis Agassiz, 1841
  - † Glyptolepis leptopterus (Agassiz, 1844)[4]
  - † Glyptolepis paucidens (Agassiz, 1844)[5]